# 国鉄専用型式

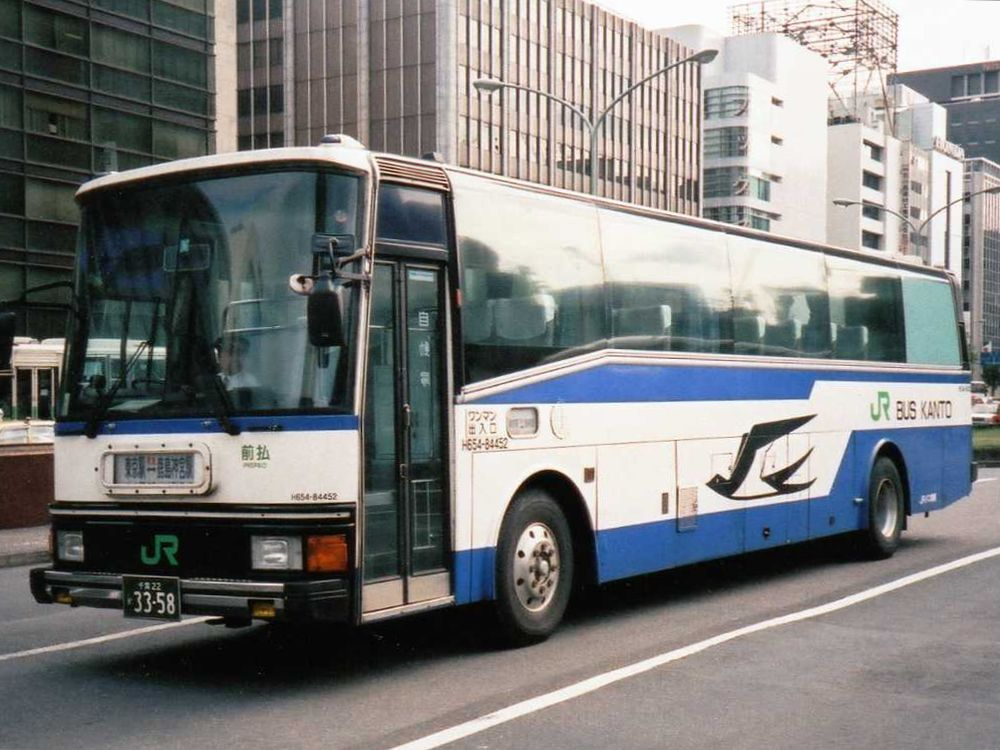
国鉄専用型式 三菱P-MS735SA
車両称号 : 744-4952→H654-84452

国鉄専用型式（こくてつせんようかたしき）は、日本国有鉄道自動車局（国鉄バス）が東名高速線の運行に際して開発させ、1969年から1986年まで導入された、特別設計のバスの総称である。書籍によっては国鉄専用形式（こくてつせんようけいしき）と記載されていることもある。「かたしき」は運輸省（現国土交通省）の自動車に関する用語、「形」の字を用いる「けいしき」は国鉄の用語である。

## 前史

### 試作・試験用車両の開発
1958年、国鉄バスは来るべき高速バス時代に向け、国鉄バス専用道（白棚線）にて、日野BC10型を使用した高速試験を開始した。
国鉄からの発注を受け、まず1961年に試作車両として日野RX10P型（車両称号：773-1901）を製造、1962年にはいすゞBU20PA改型（車両称号：713-2501→741-2901）が製造された。これらの車両は1台ずつで、実際には名神高速道路での営業運行には用いられなかったといわれている。流線型の車体は、当時のバスとは大きく異なる印象を受けるものであった。
また、三菱は1962年に販売が開始されていたMAR820型をベースとした試作車として、MAR820改型（車両称号：743-2901→744-2901）を開発した。この車両はその後製造された量産車に近い外観で、試験終了後には名神高速線で実際に営業に使用された。
これらの試作車により、白棚線のバス専用道や一部完成した名神高速道路での走行試験が行われ、加減速性能や操縦安定性を確認した。

### 量産車
1964年（昭和39年）の名神高速道路全通に伴う名神高速線の運行が決定すると試作車のテスト結果を踏まえて各メーカーに高速バスに対応した車両の開発を依頼した。
- 日野は1963年（昭和38年）にはRX10Pを発展させたRA100Pを開発。エンジンは当時最高出力といわれた180°V型12気筒16リッターのDS120型（320PS）を搭載した。
- 三菱はMAR820の改良型となるMAR820改を開発。エンジンはターボチャージャー付き8DB20AT型（290PS）を搭載。
- いすゞはBU20Pをベースとして渦電流式リターダを装備した高速仕様車BU30Pを開発。エンジンはターボチャージャー付きDH100H型（230PS）を搭載。
- 日産ディーゼル（現：UDトラックス）では1963年（昭和38年）に6RA110を開発した。エンジンは230PS。

上述4車からRA100P・MAR820改を採用。当初導入車両は車体長が11.5 mであったが、1964年導入の1台だけは大型自動車枠上限の12 mまで延長された上で車内便所も設置された。この評価を踏まえて1965年（昭和40年）以降の増備車では、全車両に便所ならびアンチスキッド装置の装備と車体長も全て12 mに延長された。
- 日本急行バス（現：名古屋観光日急→名鉄バス）ではBU30Pも、日本高速自動車（現：名阪近鉄バス）では近畿車輛が架装したオリジナルボディのAR820改を導入した[注 3]。

## 国鉄専用型式の開発と導入

### 要求仕様
東名高速道路の全通を1969年に控え、国鉄バスでは東名高速線の運行を行うことになった。名神高速線に使用された車両の運用・保守実績から、東名高速線にはさらに高速バス運行に特化した特別設計の車両を導入することを決定、1966年に各車両メーカーに開発を依頼した。
国鉄から要求されていた性能は、下記に挙げるようなものであったが、この要求は、当時のバス・トラック用のエンジンは230 - 280PSというのが標準レベルで、最も強力なエンジンを搭載していた日野 RA100Pでも320PSであったこと、また、当時の一般的な1.5Lクラスの乗用車でさえ、120km/h程度の最高速度であることを考えると、大型バスに対する性能要求としては、当時の自動車全般の常識を大きく逸脱した内容であった。
- エンジン出力は自然吸気（ターボチャージャーなどの過給器なし）で320PS以上の出力を出すこと
  - 当時の国鉄は、ターボチャージャーの信頼性を疑問視していたため、採用は認めていなかった。
ただし、当時ユニフロー2ストロークエンジンを主力商品としていた日産ディーゼル工業だけは、スーパーチャージャーが必須となる為例外として認められている。
- 最高速度140km/h、巡航速度100km/h[1]
- 3速で80km/hまで加速が可能というギアリング
  - 途中バスストップでは短い距離での加速を強いられるが、名神高速線で採用された車両の性能では合流時までに十分な加速ができないことがあった。基準は、0km/hの状態から発進、加速して400m先に到達するまでの時間（ゼロヨン加速タイム）は29秒以内で、追い越し加速では4速80km/hから100km/hまでは15秒以内と定められた[注 4]。
- 高性能ブレーキ
  - フェード・ヒートトラック・タイヤスキッドを防止することで安全性を向上することを目的とする[2]。排気ブレーキの基準は、4速で100km/hから60km/hまでの減速が22秒以内と定められた。
- サブエンジン式冷房装置
  - 名神高速線で採用された車両は直結式冷房で、発電能力の落ちる渋滞時にバッテリー消耗を引き起こしたり、登坂時にも出力低下を抑えるため冷房カットを行う必要があった。
- 急激なエア漏れを防ぐチューブレスタイヤ
- 便所の設置
  - 東京 - 名古屋間は所要5時間以上、ドリーム号は所要8時間以上となるため、必要と考えられた。
- 高速走行時の浮き上がりを防ぐワイパー

また、名神高速線で運用していた車両において冷却性能の不足や駆動系のトラブルが発生したため、改善目標として「30万kmノンオーバーホール」が定められた。耐久性がこの目標に達しているかどうかを確認するため、名神高速道路での100km/hでの20万km走行試験も課題として要求した。まずこれをクリアしない限り、東名高速線への採用はなかったのである。20万kmという走行距離は、東京 - 大阪を毎日往復していれば1年程度で到達する距離であり、100万kmノンオーバーホールがあたりまえの今日では、ごく控えめの試験内容であるが、やはり当時の常識からは大きくかけ離れた過酷な試験であった。

### 開発された車両

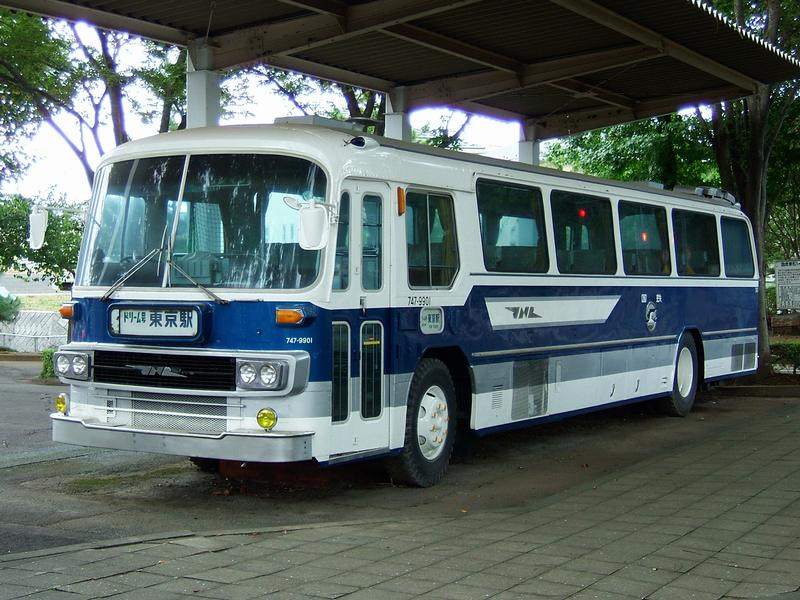
国鉄専用型式 日野RA900P
車両称号 : 747-9901
（つくば市のさくら交通公園に保存の車両）

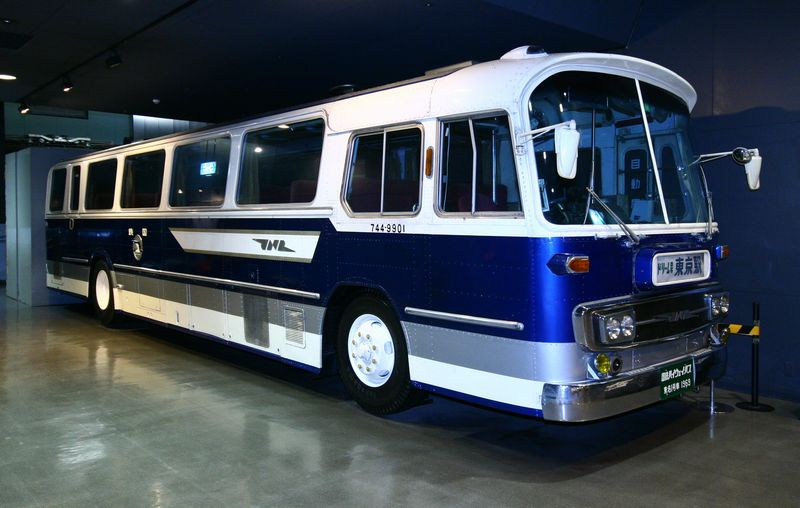
国鉄専用型式 三菱B906R
車両称号 : 744-9901
（交通科学博物館に保存の車両）

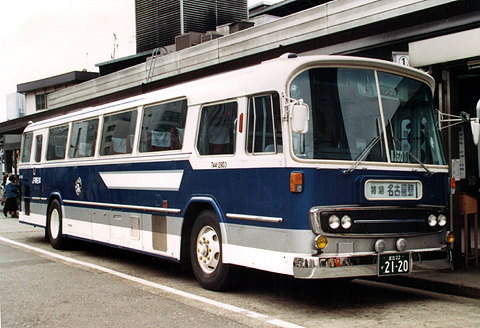
国鉄専用型式 三菱K-MS504R
車両称号 : 744-2903
（東京駅八重洲南口）

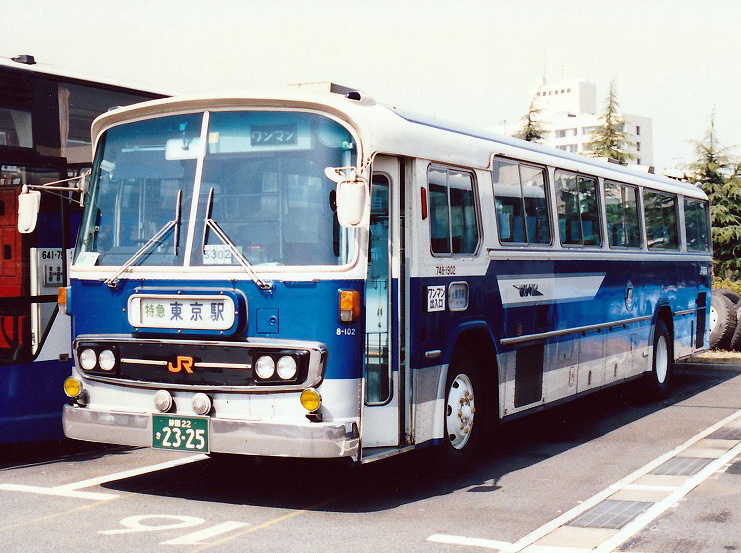
国鉄専用型式 日産ディーゼルK-RA60S
ジェイアール東海バス
車両称号 : 748-1902
（JR東日本東京自動車営業所）

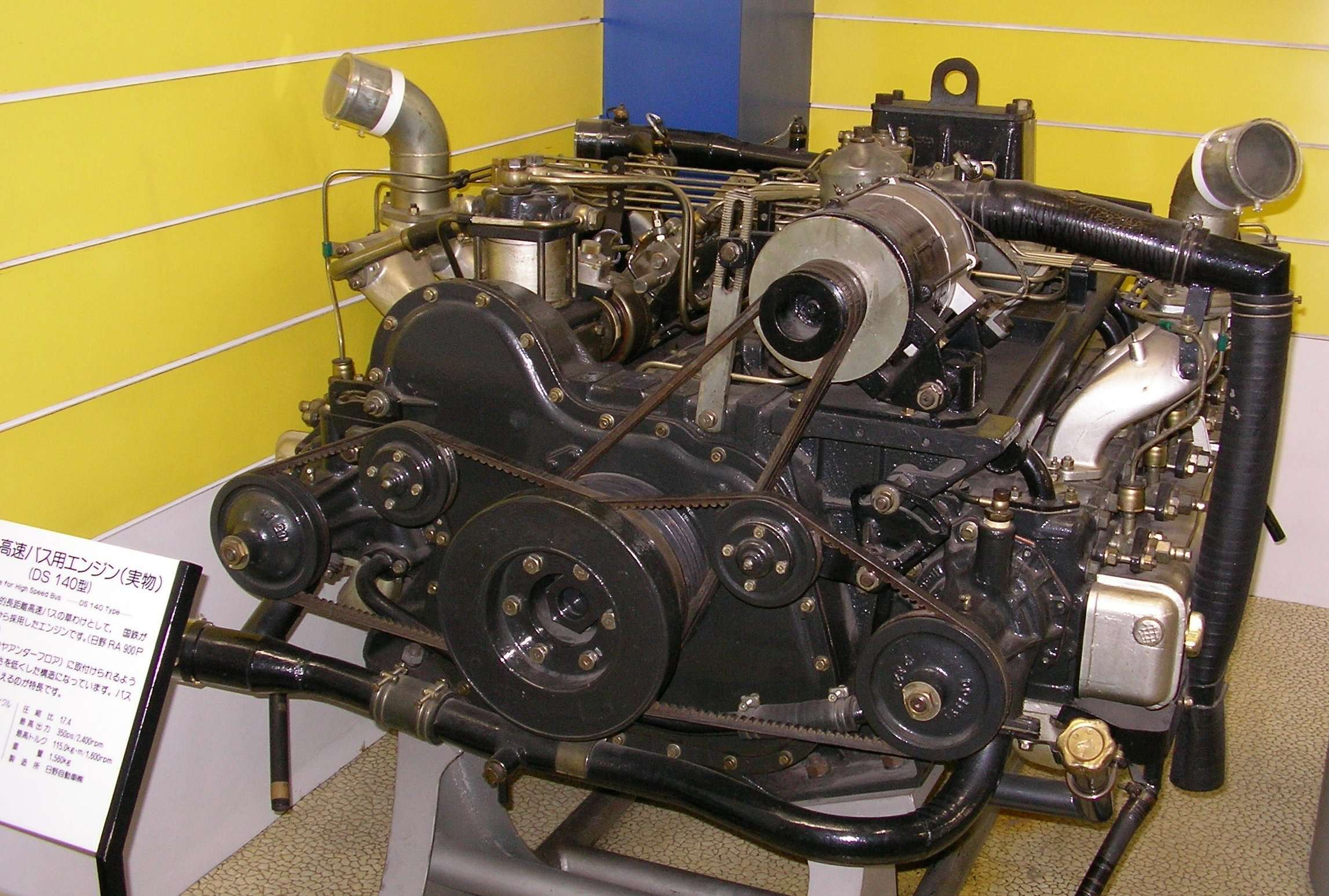
日野DS140型エンジン。日野RA900Pに搭載された。（旧・交通博物館所蔵品、現在は鉄道博物館にて展示）

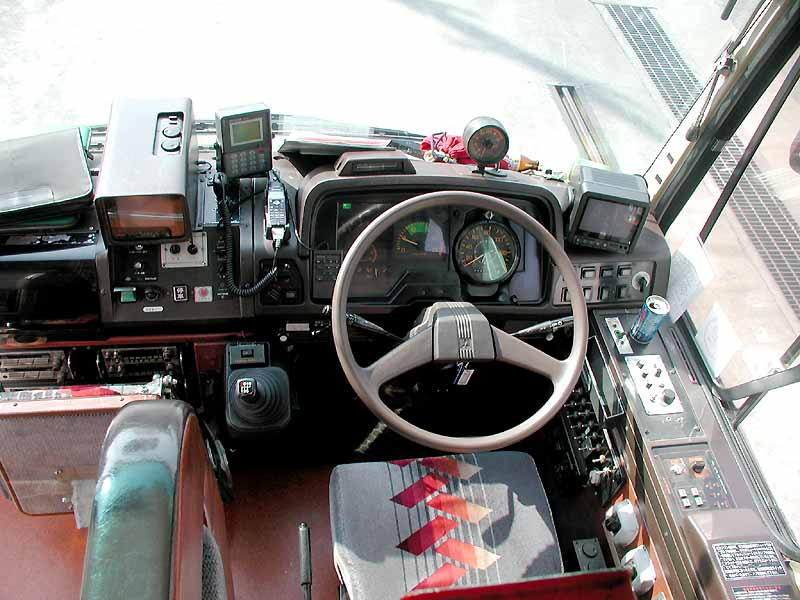
メーターパネル上に電気式の速度計を取り付けた運転台も特徴だった（1987年式の三菱エアロクィーンW）

この国鉄の過酷な要求に、各メーカーはさまざまな方法で対応した。
- 日野RA900P（747形・1969年・49台）
  - 既にRA100Pに搭載されていた180°V型12気筒OHV・320 PSのDS120型ディーゼルエンジンにチューンアップを施したDS140型ディーゼルエンジンにより、自然吸気で出力350 PSを実現。最高速度は141 km/h[3]。車体は帝国車体製。
  - 4社の中で唯一の180°V型エンジンを採用しており、最後部の「ひな壇」がなく、室内スペースを有効に使用できることからシートピッチが860 mmと広く（他社の車両は830 - 845mm）、主にドリーム号に使用されることになり、全て夜行仕様での導入となった。センターアンダーフロアエンジンの実績を持つ日野らしく、ラジエターをフロントに置くのが特徴。1975年を最後に導入を終了している。
- 三菱B906R（744形・1969年・62台）→MS504Q（744形・1974年・38台）→K-MS504R（744形・1979年・42台）
  - 自然吸気V型12気筒OHVで、出力350 PSを実現。搭載された12DC2型ディーゼルエンジンは、200 PSのV型6気筒エンジンを2つ連結したもので、実馬力は400 PSとも言われた。当時の開発担当者は「乗用車を追い越しても平気で走れる車両でした」と回想している[4]。車体は富士重工（現・SUBARU）製。
  - 主に昼行便で使用されたが、1970年代半ばを過ぎると、排ガス規制の関係で、エンジンは自然吸気V型10気筒OHVの10DC6型ディーゼルエンジンに変更されている。エンジンの小型化によって室内スペースの拡大が図られたため、ドリーム号にも用いられるようになった。
  - 本型式は東名急行バス及び日本急行バス（名古屋観光日急を経て現：名鉄バス）でも採用され、こちらは三菱製の車体を纏って活躍し、東名急行バスの車両は同社の撤退による解散後、名鉄や静岡鉄道（現：しずてつジャストライン）などに引き継がれた。
  - 1979年から1982年にかけて、中国高速線用にも本型式が導入されたが、中国高速線用車両では便所は省略された。
- 日産ディーゼルV8RA120（748形・1969年・27台）→K-RA60S（748形・1979年・29台）
  - 当時の日産ディーゼルとしては珍しいV型エンジンを採用、2サイクルUDV型8気筒で、小排気量9.9リッターながら出力340 PSを実現、2サイクルの強みを遺憾なく発揮した[注 7]。UDエンジンは掃気のための機械式スーパーチャージャーが必須となるため、本型式のみ過給器を装備する[注 8]。のちの騒音・排ガス規制にともない、4サイクルV型10気筒 350 PSのRD10型ディーゼルエンジンに変更。車体は富士重工製。
  - 名古屋を中心に昼行便で使用された。
- いすゞBH50P（741形・1969年・2台）
  - 自然吸気V型8気筒OHV32バルブ（1気筒あたり4バルブ）ディーゼルエンジンを新規に開発。公称出力は330PSだったが、国鉄が試験を行った結果、320PSという国鉄の要求を満たすことは出来なかった[注 9]。また、総輪ディスクブレーキが採用されたが、ブレーキパッドの消耗が激しく、信頼性・経済性の観点からこれも不採用となった[注 10][注 11]。このため、BH50Pは2台だけの導入に終わり、以後国鉄時代には東名・名神高速線の専用車としていすゞ車が導入されることはなかった[注 12]。車体は川崎航空機製で、国鉄へは初の納入となった。
  - 側窓（客室窓）が固定式だったが、昼行便で使用された。

開発された車両では、ゼロヨン加速タイムは26秒に達した。
いずれの車両も、昼行便向けの車両はBH50Pを除き側窓（客室窓）が引き違い式、BH50Pと夜行仕様は固定式である。また、夜行仕様では全座席にシートベルトが設置された。
国鉄専用型式では、運転台回りもメーカー標準型とは異なっていた。
- 運転台の機器配置は、メーカーに関わらず統一されていた。
- 通常の空気式ホーンの他にボッシュタイプの電気ホーンを取り付け、しかも自動車全体でも珍しい足踏み式であった。JR化後の1987年に導入されたエアロバスでも採用されていた他、電気ホーン自体は1990年代の新車まで採用していた。
- 速度計は電気式のものをメーターパネル上に取り付け、運転視界に速度計が入るようにした。また、速度計は針が真上を向いた時が時速100キロを示すようになっていた。メーターパネルで本来速度計がある場所は塞がれていた。この速度計はJR化後も、1996年の新車まで採用されていた。
- 前照灯のディマースイッチは足踏み式、ハザードランプスイッチ、排気ブレーキスイッチはコンソールに配置されており、大型表示灯も別途取り付けられていた。これらも末期には民間型同様のマルチファンクションレバーに統一され、表示灯も廃止された。この表示灯つきスイッチ盤は、国鉄では一般路線車にも装備されており、2006年の時点でもジェイ・アール北海道バスでは標準装備となっている[6]。
- 高速走行に特化したステアリング特性とするため、専用ジオメトリーと「大反力パワーステアリング」を採用した。ただし、一般道区間ではパワーアシスト無しに近いほど、操舵が重かったそうである。
- 無線機を搭載していた。これは新幹線の列車無線システム（400 MHz帯）とは別に、保線作業や事故災害時の情報連絡等のため鉄道電話網に接続された自動車無線（150 MHz帯）を使用していた。

### メーカーの苦悩
自然吸気の大排気量エンジンと共に自動車メーカーを悩ませたのが、1速を発進ギアとした、5速トランスミッションであった。通常大型バスは2速発進であり、1速はエクストラローの扱いで、急勾配での発進などの非常用である。当然、国鉄向けのトランスミッションは専用品となり、生産数も極少量となったが、公道を走る以上は法令（自動車型式指定規則など）に基づく型式認定を受けなければならなかった。そのため、国鉄形のみ別に試験を行う必要があり、多大な費用負担を伴う。これは補給部品の常時確保と共に、メーカーにとっては非常に大きな損失となっていた。
しかし、厳しい注文の一方で、開発費などでの国鉄のバックアップは皆無に等しく、厳しくなる一方の自動車排出ガス規制と騒音規制を看過できないところまで追い詰められてしまった。さらに、開発の停滞により、ついには性能面でも民間型の後塵を拝するありさまとなってしまった。この性能面について、一般的にメーカーに求められていたものは、あくまで通常の観光バスとしての高速巡航性能であり、国鉄ハイウェイバスのように途中バスストップでの加速力が重視されるなどの性能は「特殊な要求」でしかなかったのである。
これらの状況から、日野は「継続の価値無し」と判断し、1975年限りで国鉄高速車の開発中止を決定した。いすゞはもともと「お呼びでない」状態に近く、結局国鉄の試験にて基準を満たすことが出来ずに2台だけの導入にとどまり、以後採用されることも無かった。お家事情により抜けられない三菱と、市場シェアの低下に歯止めをかけたい日産ディーゼルの車両は、1982年まで導入が続けられた。シャーシ型式の変更はあったものの、車体のフルモデルチェンジは全く行われず、新規参入の民営バスと較べても陳腐化は否めなかったが、座席単体の改善などは行なわれた。

## 最後の国鉄専用型式

### ハイデッカー化
1980年代に入ると、一般の観光バスでは既にハイデッカー車の時代となりつつあった。国鉄バスも東京湾岸線用にハイデッカー車 (MS613SA → MS715S) を導入していたことから、1984年に新車を導入する際には、東名・名神高速線にもハイデッカーの高速車を導入することを決めた。
この時も各社に発注の打診を行ったが、受注したのは三菱のみであった。排出ガス規制の強化により、再度エンジン開発から始めることになるが、1事業者のために特注の車両を少数製造することについて、コスト高になってしまうことが敬遠されたのである。三菱も当初は辞退することになっていたが、他社にも断られたことを聞き、やむなく受注に踏み切ったという。

### ターボチャージャーの採用
要求仕様は1969年当時とほぼ同様であるが、この頃にはターボチャージャーの信頼性も確立していたため、メーカーの働きかけに国鉄が折れる形で、初めてターボチャージャー付エンジンの導入が認められた。これにより、ようやく標準仕様のバスエンジンをベースにした開発が可能になった。
こうして、東名・名神高速線では初のハイデッカー車であるとともに、最後の国鉄専用型式となるP-MS735SA 型（744形）が登場した。搭載エンジンは、ターボチャージャー付V型8気筒の 8DC9T 型・350 PS、トランスミッションは従来どおり1速発進の5速MTであった。フロントサスペンションは、独立懸架ではなく従来どおり車軸懸架だが、リアにはワイドサスが装備された。車体は引き続き富士重工製とされた。
MS735SA は東名高速線の新しい看板車として、1984年から1986年までに16台が製造され、ドリーム号を中心に運用された。1986年式では方向幕がフロントガーニッシュ内に収められ、より市販車に近いスタイルになっている。
この型式を最後に、事実上、国鉄バスのフラッグシップの歴史は終わりを告げることになる。

## 終焉

### 市販車の導入
1986年には初のスーパーハイデッカー車として、ドリーム号用に三菱エアロクィーンW（P-MU525TA改）を導入している。また、名神ハイウェイバスの超特急に使用する車両として、日産ディーゼル・スペースウイング（P-DA67UE改）が採用されている。国鉄専用型式の登場から17年が経過し、国鉄の分割民営化を控えていたこともあって、ようやく国鉄専用型式ではなく、市販車へのターボチャージャー装備で対応することになった。

### 強馬力指向
JR化以降の高速車は、国産4メーカー揃っての納入が再開され、輸入車も交えた豊富なバリエーションで旅に花を添える存在となっている。しかし、東名高速線の車両については、JR化後もしばらく大馬力指向は続いた。
| MS735SAと同様のシャーシを利用したエアロバス（三菱P-MS725SA改）車両称号 : 644-7930→H654-87430  |  | JR東海バスではエアロクィーンMの足回りとエアロバスの車体を組み合わせた（三菱P-MS729SA改）車両称号 : 744-9952  |
| MS735SAと同様のシャーシを利用したエアロバス（三菱P-MS725SA改） 車両称号 : 644-7930→H654-87430 |  | JR東海バスではエアロクィーンMの足回りとエアロバスの車体を組み合わせた（三菱P-MS729SA改） 車両称号 : 744-9952 |

1987年にJR東日本バスが導入したのは、型式こそ市販車と同様の純正エアロバス（P-MS725SA改）であるものの、実際にはMS735SAとほぼ同様のシャーシ（但し前軸は市販車同様独立懸架に進化）を利用し、変速機は一般市販車と同じフィンガーシフトの6速MT（2速発進）とした車両であった。また、1989年のJR東海バスで導入された車両は、エアロクィーンMの足回りとエアロバスの車体を組み合わせた車両であった。また1991年度までの MS7 系車輌は、頻繁な変速と時速90 kmにおいて6速 → 5速にシフトダウンできるよう、クラッチ、シンクロメッシュ、ギア関係が強化されており、ギア比も一般市販車と比べ、高速域での加速力を重視したもの（クロースレシオ）となっていた。JR東海バスで同時期に導入された北陸道、東名高速線用日産ディーゼル車についても同様の措置が採られていた。
動力性能とは関係ないが、運転席側のバックミラーが標準車とは異なり、延長ステーでの取り付けとなっていた。これも国鉄の基準に沿ったものが引き継がれていたが、1993年に導入されたニューエアロバスからは、設計段階で延長ステー設置を想定しておらず、ステーの延長はかえって視界を損ねることから、メーカー標準のミラーに変更されている。このニューエアロバス (U-MS821PA) も、折戸を装備するハイデッカーながら、自然吸気400 PSエンジンを搭載していた。
1996年にJRバス関東で導入されたいすゞ・ガーラは、東名高速線専用車としては実に27年ぶりのいすゞ車としてバス雑誌誌上でも話題となり、自然吸気450 PSエンジンと、28年前に不採用となった BH50Pの汚名を返上するかのような性能で、乗務員の評価も良かった。一方、搭載エンジンはV型12気筒と、奇しくも27年前に国鉄専用型式が開発された時と同様のものになっていた。

### 運用終了まで
| 続行便に運用された三菱K-MS504R（1992年3月）車両称号 : 744-0910→M654-80410  |  | 開業30周年記念に東名高速線でリバイバル運行された三菱P-MS735SA（1999年6月）車両称号 : 744-5952→H654-85452  |
| 続行便に運用された三菱K-MS504R（1992年3月） 車両称号 : 744-0910→M654-80410 |  | 開業30周年記念に東名高速線でリバイバル運行された三菱P-MS735SA（1999年6月） 車両称号 : 744-5952→H654-85452 |

MS735SA以外の国鉄専用型式車両は、1993年頃まで使用されていた。西日本JRバスの車両は早期に置きかえられたが、JR東海バスでは最後まで東名高速線に導入していた。また、JRバス関東では、常磐自動車道（常磐道）・東関東自動車道（東関道）への高速バスの続行便に使用していたほか、一部はトイレ撤去座席増設で旅客定員を44人とし東京湾岸線にも使用された。カラーリングは大半の車両がJR高速バス色に塗りかえられたが、JR東海バスの車両の中には国鉄高速バス色のまま廃車になった車両もあった。
MS735SAは2000年まで使用されていた。西日本JRバスに引き継がれた5台は、名神高速線や北陸ハイウェイバスで使用されたが、1996年2月頃に全廃となっている。JR東海バスの6台は、シートを MU525TA と同様のレッグ・フットレスト、マルチステレオ付に交換、ピッチを拡大し旅客定員36名に変更し、主に「ドリームなごや号」に使用されていたが、1990年代後半には予備車や波動用（高速道路経由の競艇輸送など）に格下げとなった後、3社の中では最も早く1995年3月には全廃されている（1台は事故廃車）。JRバス関東の5台は原型のままで1994年頃に地方の支店に転属し、常磐道・東関道への高速バスで使用された。
最後の1台は、1994年以降は水戸支店に配置されていたが、1999年6月に東京支店に貸し出され、開業30周年を迎えた東名高速線でリバイバル運行された他、往時のドリーム号を再現するツアーにも使用された後、2000年6月25日付けで廃車となった。これによって、1969年に運行が開始された国鉄専用型式はおよそ31年の歴史に完全に幕を降ろした。

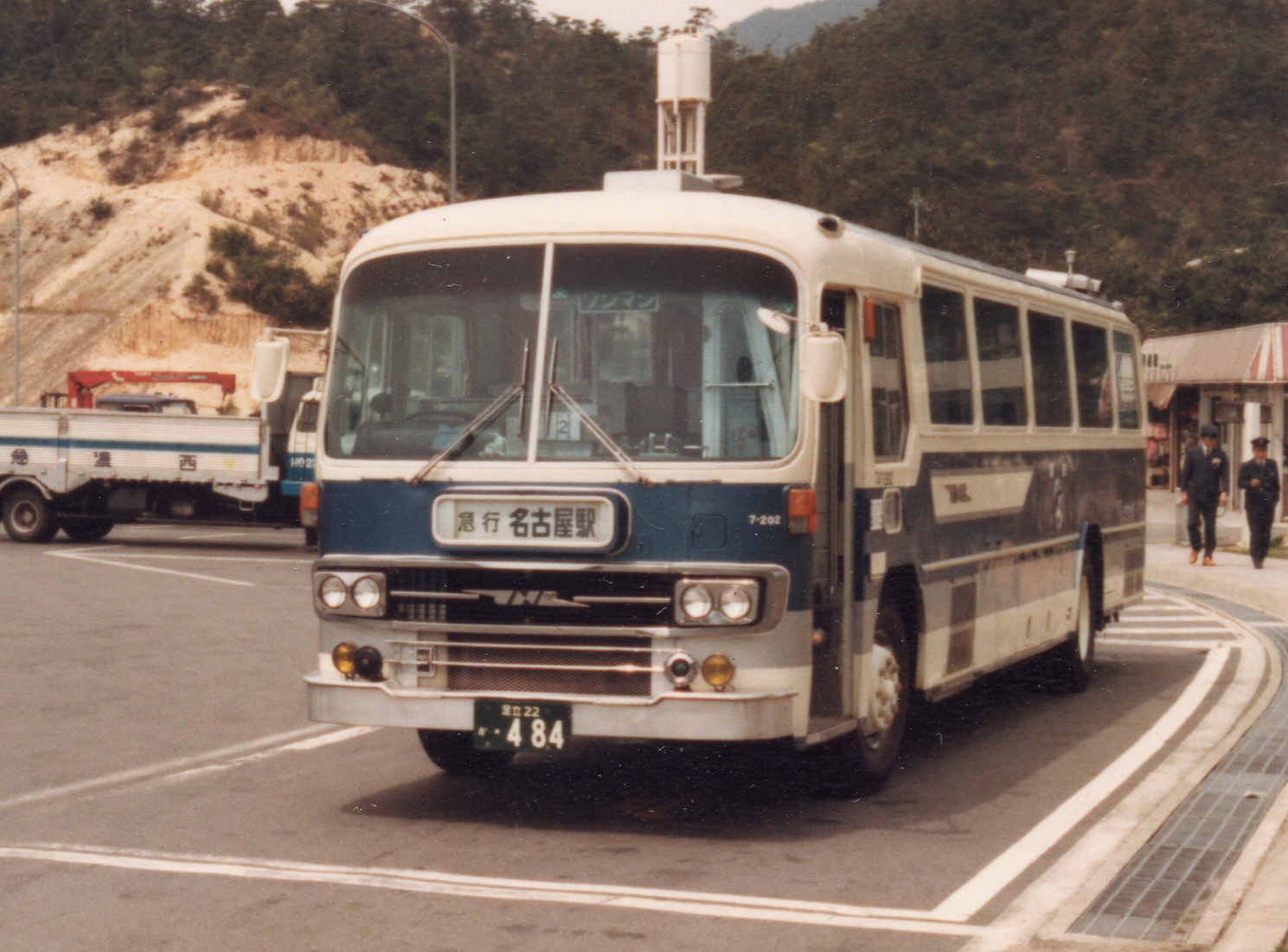
急行便 747-2902

いずれの車両も、貸切車に転用されることはなく、最後まで高速車として使命を全うした。設計段階から高速路線に特化させた車両であったため、急勾配での発進ができないことや、ステアリング操作が過重であるなど、一般路での使用には不向きであった。さらに、運転台機器配置がメーカーに関わらず統一されており、これは逆にどのメーカーの一般市販車とも異なっていたため、他事業者への譲渡も全くなかった。また、MS735SA以外の車両は、車体や内装に軽合金が多用されていたため、解体業者でもやや持て余し気味だったという。

## 保存車
廃車後、少なくとも3台が保存されている。全て静態保存である。
- RA900P型（1969年式）…747-9901 がつくば市のさくら交通公園に保存。
- B906R型（1969年式）…744-9901 が交通科学博物館に保存されていたが京都鉄道博物館へ移転のため閉館。同鉄道博物館での保存対象とならなかったため、西日本JRバス京都営業所に移された。専用の格納庫にて保存されており非公開である[8]。
- P-MS735SA 型（1984年式）…H654-84451 (744-4951) が日本バス友の会にて保管されている。

この他、MS735SA のうち1台がバス旅フォトラリーの賞品となっていたが、引き渡された後の動向は不明。

## 功績
国鉄専用型式は、当時の常識からかけ離れた高性能を要求された上、バス市場全体から見れば極めて少数で、製造コストも高くついたことから、その要求仕様には時期尚早とする声もあった。
しかし、その後高速道路網の整備が進むにつれ、市場環境は高速道路走行が日常的になり、車両の耐久性・信頼性も大きく向上した。登場当初は過剰と考えられた性能も、高速バス網が発達した今日では標準的な性能と位置付けられていることを踏まえると、国鉄専用型式は高速道路を走行するバスの性能における1つの技術的目標としての位置づけと考えられ、日本のバス技術の向上に大きく貢献したといえる。